# Spomenik slobode kršćanstva u Oltenu
Spomenik povodom 1700. obljetnice prve slobode kršćanstva je spomenik oblika obeliska koji je postavljen u vrtu Hrvatske kuće u Oltenu u Švicarskoj.
Postavljen je povodom 1700. obljetnice Milanskog edikta, prigodom jubilarne Godine vjere lipnja 2013. godine. Otkrio ga je i blagoslovio gospićko-senjski biskup i povjesničar Mile Bogović.
Djelo je umjetničke radionice Litoglif iz Međugorja.

## Osobine
Obelisk je napravljen od najbolje vrste hrvatskog kamena. Visok je oko četiri metra i težak je tri tone. Na četiri strane obeliska uklesani su simboli i ukrasi poput riba, grozda grožđa, maslina, klasa te hrvatskog križa s krstionice kneza Višeslava, hrvatski i švicarski grb.
Uklesana su i imena osmorice značajnih Hrvata koji su pridonijeli i švicarskoj kulturi: kardinal i diplomat Ivan Stojković (Dubrovnik, 1309. – Lausanne, 1443.), biskup Andrija Jamometić (Nin, 1420. – Basel, 1484.), književnik Marko Marulić (Split, 1450. – 1524.), teolog i reformator Matija Vlačić Ilirik (Labin, 1520. – Basel, 1575.), izumitelj enciklopedije Pavao Skalić (Zagreb, 1534. – Gdanjsk, 1575.), pisac i povjesničar Ivan F. Biundović  (Hvar, 1573. – Aubonne, 1645.), nobelovac Lavoslav Ružička (Vukovar, 1887. – 1976.) i nobelovac Vladimir Prelog (Sarajevo, 1906. – Zürich, 1998.).
Spomen-obelisk sadrži također uklesani zapis o ratnoj tragediji vojnika Hrvata u Švicarskoj, koja je do danas bila nepoznata u Hrvatskoj. O njoj je pisao švicarski povjesničar Ferdinand Gigon (Geschichte und Geschichten über Alpenpässe, Mondo-Verlag, 1977., S. 77). Dvjestotinjak hrvatskih vojnika obveznika Habsburške Monarhije koji su bili austrijska straža poginulo je 15. svibnja 1800. kod alpskog prijelaza Velikog Sv. Bernarda u švicarskom mjestašcu Saint-Rhemyju. Tih dvjestostinjak Hrvata su od na brzinu mobiliziranih mjesnih postrojbi za pojačanje bili ostavljeni na cjedilu. U noćnom su ih prepadu pobile Napoleonove postrojbe sa švicarske strane.
Zbog toga se na posebnom mjestu na ovom obelisku nalazi hrvatski križ s krstionice kneza Višeslava. Na obelisku su tekstovi na hrvatskom i njemačkom. Tekst na hrvatskom glasi: